# Ozero Seledtsovo
Ozero Seledtsovo (ryska: Озеро Селедцово) är en sjö i Belarus.   Den ligger i voblasten Vitsebsks voblast, i den norra delen av landet, 220 km norr om huvudstaden Minsk. Ozero Seledtsovo ligger 125 meter över havet.
I omgivningarna runt Ozero Seledtsovo växer i huvudsak blandskog. Runt Ozero Seledtsovo är det glesbefolkat, med 8 invånare per kvadratkilometer.